# Magsaysay, Davao del Sur

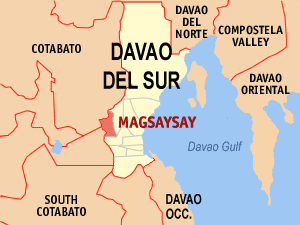
Bản đồ của Davao del Sur với vị trí của Magsaysay

Magsaysay là một đô thị hạng 3 ở tỉnh Davao del Sur, Philippines. Theo điều tra dân số năm 2000, đô thị này có dân số 43.172 người trong 9.066 hộ.

## Các đơn vị hành chính
Magsaysay được chia thành 23 barangay.
| - Bacon - Banate - Barayong - Blocon - Dalawinon - Denmark - Glamang - Kanapulo - Kasuga - Lower Bowels - Mabini | - Malawanit - Malongon - New Ilocos - Las Vegas - Poblacion - San Isidro - San Antonio - Tacul - Tagaytay - Upper Bala - Maibo - New Opon |